# Баба (Мазовецьке воєводство)
Баба (пол. Baba) — село в Польщі, у гміні Лисе Остроленцького повіту Мазовецького воєводства.
Населення — 288 осіб (2011).
У 1975-1998 роках село належало до Остроленцького воєводства.

## Демографія
Демографічна структура станом на 31 березня 2011 року:
|          | Загалом | Допрацездатний вік | Працездатний вік | Постпрацездатний вік |
| -------- | ------- | ------------------ | ---------------- | -------------------- |
| Чоловіки | 151     | 43                 | 94               | 14                   |
| Жінки    | 137     | 27                 | 76               | 34                   |
| Разом    | 288     | 70                 | 170              | 48                   |